# 中国人民政治协商会议第八届全国委员会委员名单
中国人民政治协商会议第八届全国委员会共有委员2093人，任期为1993年3月至1998年3月。

## 主席、副主席、秘书长
- 主席：李瑞环
- 副主席：叶选平、吴学谦、杨汝岱、王兆国、阿沛·阿旺晋美、赛福鼎·艾则孜、洪学智、杨静仁、周培源、邓兆祥、赵朴初、巴金、刘靖基、钱学森、钱伟长、胡绳、钱正英、苏步青、侯镜如、丁光训、董寅初、孙孚凌、安子介、霍英东、马万祺

（第二次会议增选）
朱光亚、万国权
（第四次会议增选）
何鲁丽
- 秘书长：宋德敏[注 1]、朱训（第二次会议增选）

## 常务委员
丁石孙、于洪亮、万国权、马大猷、马品芳、马烈孙、王惠、王之泰、王丹凤、王文元、王光美、王扶之、王郁昭、王叔云、王厚德、王洪昌、王济夫、王恒丰、王神荫、王鸿祯、王照华、王锡爵、王黎之、毛增滇、方荣欣、巴岱、巴图巴根、孔令仁、石泉、石邦定、卢强、卢邦正、叶大年、叶至善、叶宝珊、叶笃义、田一农、田光涛、田麦久、田昭武、白纪年、冯元蔚、冯克熙、冯宏顺、冯理达、冯梯云、宁光堃、召存信、邢永宁、邢崇智、朱元成、朱光亚、朱作霖、华联奎、多杰才旦、邬沧萍、庄世平、庄逢甘、刘珩、刘豹、刘广运、刘世增、刘汉桢、刘邦瑞、刘存智、刘延东、刘亦铭、刘应明、刘炳森、刘海清、关涛、关世雄、江平、江家福、江景波、安士伟、孙延年、孙敏初、麦赐球、贡唐仓·丹贝旺旭、芮杏文、严庆清、严克强、严忠勤、苏星、苏赫、李刚、李毅、李子奇、李世济、李东海、李金培、李振声、李梦华、李鹿野、李蓼源、李默庵、李赣骝、杨堤、杨槱、杨永斌、杨光华、杨纪琬、杨拯民、杨斯德、肖乾、吴京、吴文俊、吴式铎、吴廷栋、吴克泰、吴希海、吴修平、吴祖强、吴蔚然、何东昌、何振梁、何鲁丽、余国琮、谷超豪、邹承鲁、沃祖全、沈求我、沈祖伦、沈遐熙、宋志英、宋克湘、宋鸿钊、启功、张权、张明、張洽、张竞、张存浩、张全景、张纪域、张志公、张伯权、张君秋、张宝顺、张春男、张素我、张乾二、张敬礼、张媛贞、张新时、陆榕树、陈仲颐、陈启智、陈明绍、陈秉权、陈学俊、陈荣悌、陈祖沛、陈家振、陈难先、陈培烈、陈彬藩、陈铭珊、陈灏珠、邵恒秋、拉敏·索朗伦珠、松布、明旸、罗冠宗、罗涵先、罗豪才、帕提曼·贾库林、岳书仓、金鉴、金开诚、金日光、金泰甲、金鲁贤、周与良、周同善、周绍铮、周铁农、郑万通、郑守仪、郑励志、宗怀德、房维中、经叔平、项朝宗、赵先顺、赵伟之、赵庆夫、赵海峰、赵维臣、胡正名、胡如雷、胡峨亭、胡鸿烈、俞雷、俞泽猷、施奠邦、姜笑琴、姜培禄、姜燮生、恰扎·强巴赤列、贺敬之、秦文俊、袁木、袁行霈、袁隆平、都本洁、聂卫平、贾亦斌、顾英奇、钱李仁、钱景仁、徐四民、徐志纯、徐英锐、徐昭隆、徐展堂、徐崇华、徐惟诚、爱泼斯坦、高天、高狄、高占祥、高兴民、高振家、高景德、高镇宁、郭东坡、郭秀仪、郭秀珍、唐立民、唐有祺、唐树备、唐敖庆、唐翔千、浦山、谈家桢、谈镐生、陶开裕、桑顶·多吉帕姆·德钦曲珍、黄昆、黄大能、黄甘英、黄克立、黄启章、黄其兴、黄峻山、黄凉尘、梅养正、曹达诺夫·扎义尔、盘俊、阎洪臣、梁步庭、梁尚立、梁黄胄、梁裕宁、彭少逸、彭司勋、葛志成、董幼娴、蒋正华、蒋民宽、蒋光化、蒋丽金、韩叙、韩生贵、韩美林、韩培信、程连昌、程誌青、傅元天、童傅、曾近义、谢希德、路明、解峰、嘉木样·洛桑久美·图丹却吉尼玛、蔡文浩、管仲伟、廖延雄、廖灿辉、廖静文、黎遇航、翦天聪、霍懋征、戴树和、戴爱莲
（第二次会议增选）
王蒙、王思明、吴冠中、张永珍、赵乙生、梅向明、谢晋
（第三次会议增选）
杨成哲、吴福、胡政光、韩文藻、傅锡寿
（第四次会议增选）
艾知生、厉无畏、刘毅、刘诗白、成思危、何光远、宋汉良、胡平

## 委员

### 中国共产党（91名）
于洪亮、马英杰、王大明、王兆国、王扶之、王言昌、王惠德、王黎之、云世英、巴岱、巴图巴根、龙志毅、叶选平、史钧杰、冯锦汶、邢永宁、邢崇智、朱善卿、华联奎、多杰才旦、刘正、刘枫、刘云沼、刘延东、刘述卿、刘国范、刘树生、刘晋峰、刘海清、江平、孙颔、李岩、李子奇、李文珊、李则望、李治时、李梦华、李鹿野、李瑞环、杨堤、杨永斌、杨汝岱、杨应彬、杨静仁、吴学谦、何东昌、邹时炎、宋德敏、张全景、陆懋曾、陈达之、陈辉光、武连元、林准、季国标、金鉴、周文华、周绍铮、郑科扬、赵先顺、胡绳、钮茂生、俞雷、姜燮生、洪学智、姚文绪、贺敬之、袁木、聂荣贵、贾那布尔、钱正英、徐崇华、徐惟诚、高狄、曹克强、龚育之、梁步庭、蒋民宽、蒋光化、蒋振云、韩树英、韩培信、程连昌、焦力人、温业湛、谢华、谢希德、廉仲、塞风、赛福鼎·艾则孜、冀绍凯

### 中国国民党革命委员会（65名）
王文、王枫（女）、王奇（满族）、王玉梅（女，满族）、王锡爵、韦大卫（壮族）、毛增滇、邓成城、邓宇民、甘培根、厉无畏、卢邦正（彝族）、冯友（女）、宁光堃、边长泰、朱培康、刘德元（回族）、孙越崎、严庆清、李继勋、李尊贤、李蓼源、李赣骝、杨纪琬、肖善因、吴京、吴式铎、吴景峰、何升韬、何鲁丽（女）、沈求我、沈学斌、张法、张竞、张弘谋、张华康、张克明、张素我（女）、张媛贞（女，满族）、张廉云（女）、陈宏、陈炎武 、陈家振、陈培烈、邵恒秋、周铁农、赵中玉、赵伟铎、胡正名、侯镜如、贾亦斌、钱景仁、徐志纯、高葆英（女）、黄伟民、梅养正、崔维岳、程青（女）、傅惠民、童傅、温崇真（女）、鲍隆清、蔡义江、蔡绍芝（女）、谭惕吾（女）

### 中国民主同盟（65名）
丁石孙、马大猷、马基铭、马梅荪、王丹凤、王启宏、王祖旦、王皓茹、孔令仁、卢强、叶笃义、乐寿长、冯克熙、朱铭、任江平、伉铁保、邬沧萍、刘开渠、刘诗白、关世雄、江景波、许政润、苏步青、李文宜、李树元、杨奎章、吴克清、吴修平、吴静波、沈晋、张芝联、张存浩、张纪域、张厚粲、陈心铭、陈永民、林亨元、罗小未、罗涵先、岳书仓、赵燕翼、胡政光、俞泽猷、俞海潮、洪惠馨、袁行霈、都本洁、贾裕观、钱伟长、倪国熙、徐英含、翁曙冠、高天、高景德、高擎洲、郭国庆、谈家桢、陶建华、黄景钧、萧墉壮、傅世英、雷蕾、詹伯慧、黎乐民、戴树和

### 中国民主建国会（65名）
万国权、王坚、王之泰、王仁中、王艮仲、王洪昌、王恒丰、王峻岩、王尊祜、方嘉民、田世宜、白大华、冯梯云、边嘉珏、朱元成、朱尔梅、朱相远、任玉岭、庄申、刘珩、刘正谟、刘昌谋、刘家权、孙延年、苏宝琮、苏家兴、李功九、李清竹、杨真元、肖国金、余振中、宋绍华、初东明、张鹤龄、陈又遵、陈永达、陈明德、陈春龙、陈铭珊、林强、林永孚、林观华、国隆亭、金斌统、周同善、庞延斌、胡宏敏、柏岳、施宁荪、姜笑琴、顾宗棠、钱椿涛、黄舜、黄大能、黄孟复、崔建本、董幼娴、辜胜阻、程贻举、路明、蔡载经、谭兴宜、熊大方、樊海山、墨文川

### 无党派民主人士（54名）
孔德懋、叶汝求、叶秀山、田昭武、史树青、朱文榘、华而实、刘应明、刘国錤、严克强、严星华、李希泌、李泽厚、李默庵、杨国桢、吴骁、吴大诚、吴拱照、谷祖善、宋伟斌、張洽、张文正、张文彬、张心智、张守义、张志祥、张伯权、张春男、陈云英、陈宗德、林娜、易礼容、金日光、周汝昌、郑基英、胡有萼、胡如雷、俞恩瀛、俞曙霞、袁熙坤、钱人元、钱广华、殷叙彝、郭予元、黄书谋、梅绍武、阎立中、梁从诫、梁裕宁、蒋彦胤、廖静文、潘国定、戴复东

### 中国民主促进会（35名）
王鸿祯、方明、邓伟志、石泉、朱鸿鹗、刘春、刘运来、刘锦才、麦赐球、严尧卿、李金培、李乾构、吴荣、应中逸、张光瑛、张志公、张怀西、陈慧、陈益群、苗永明、苟建丽、林逸、岳炳忠、周世昌、郑芳龙、段成桂、袁祖亮、陶祥洛、黄敬芳、梅向明、葛志成、蒋家祥、谢冰心、德继民、霍懋征

### 中国农工民主党（35名）
于生龙、马吉庆、王士昌、王中刚、王传琛、王治田、王锡贞、方荣欣、田光涛、任震宇、刘崇智、苏应衡、李汉秋、何绍勋、沃祖全、沈其震、宋金升、宋承铮、张言、张清德、张鹤镛、陈树勋、陈灏珠、邵令方、周德晖、柴邦衡、徐荣楠、郭秀仪、黄耀燊、阎洪臣、董敬舒、蒋正华、韩伟、管仲伟、翦天聪

### 中国致公党（20名）
司徒擎、朱藻文、李世雄、杨兆旋、吴豪德、邱国义、陆榕树、陈荣悌、陈洪铎、林添福、罗豪才、周畅、周桑漪、郑守仪、俞云波、唐国俊、黄鼎臣、董寅初、韩明、靳晋

### 九三学社（35名）
王文元、王幼辉、邓汉馨、刘邦瑞、刘荣汉、许香谷、李毅、李永昌、李昌道、李美南、杨槱、杨光华、吴翼、汪大成、启功、张叔英、陈明绍、陈学俊、金开诚、周培源、赵华、赵士杰、赵伟之、袁龙蔚、徐有恒、唐立民、唐有祺、黄其兴、龚振栋、彭司勋、曾近义、曾陇梅、廖延雄、潘蓓蕾、鞠庆祺

### 台湾民主自治同盟（20名）
叶庆耀、苏子蘅、吴克泰、汪慕恒、陈木森、陈仲颐、陈荣驾、陈森吉、范新发、林东海、林盛中、郑励志、徐萌山、高仁生、黄启章、蔡海金、蔡铭熹、廖灿辉、潘渊静、戴见能

### 中国共产主义青年团（12名）
巴音朝鲁、杨文意、杨光成、肖东升、沙海林、宋恩华、张力、张宝顺、赵树丛、徐祝庆、黄建盛、蒋明红

### 中华全国总工会（53名）
于长生、王东、王仲方、王厚德、王振江、尤仁、毛树梅、乌云、方嘉德、冯祖椿、冯家云、刘九株、刘家骧、刘智生、江荣、孙洪敏、孙振华、孙祥炎、严孝潜、严忠勤、苏志学、苏盛允、杜尔逊、杜如昱、李琮、李冀、李万新、李友祥、李国忠、李容光、杨继良、杨维书、辛玉林、宋永津、张士辉、张永泰、张富有、阿不都拉·哈木都拉、陈秉权、陈康林、陈遇龙、陈肇博、陈蕊芳、邵方殷、罗淑珍、郑万通、郝震堃、徐锡澄、高忠谦、高颖维、唐开宗、曹秀英、蒋文良

### 中华全国妇女联合会（70名）
于蓝、王光美、王庆淑、王秀梅、王晓棠、牛小梅、方掬芬、叶佩英、叶维祯、包淑和、冯理达、邢籁、邢至康、过宁扶、吕敬先、刘玉洁、关涛、孙君梅、巫昌祯、李莎、李丽英、李柳琼、李载柔、李梅菊、杨拯美、邱洛琳、何理良、余中和、应伊利、张西蕾、张树榛、张闾蘅、张洁珣、张蒙纳、张锦秋、林利、罗天婵、金庆民、周翔、周远楣、郑晶莹、赵桂英、胡楷、胡长和、胡正芝、胡启恒、柯兰、钟佩珩、拜玉凤、段存华、俞惟乐、施如璋、宣平、秦怡、袁家菽、顾文霞、徐永端、高如曾、郭月芳、郭履容、郭翼青、资华筠、容子青、黄梦玲、曹瑞武、康泠、傅冬、童君美、黎沪娟、潘复兰

### 中华全国青年联合会（16名）
史丰收、白春礼、关牧村、李扬、李大维、张大宁、陈晓光、郑法雷、赵玉芬、俞贵麟、姜昆、洛桑、袁纯清、倪以信、葛健、策墨林·单增赤列

### 中华全国工商业联合会（60名）
丁言章、卜仲宽、于熙钟、马品芳、王惠、牛笑萍、方雪木、厉志成、卢菊芳、叶元铮、叶仲若、叶宝珊、田来春、托乎提毛拉·托瓦库力、伍廷宪、庄荣昌、刘世增、刘永好、刘靖基、关炳如、孙孚凌、李静、李安民、李宏昌、李科生、杨洪绶、杨振斌、何凤祖、邹康新、张旭、张宏伟、张宽训、张敬礼、陆航程、陈祖沛、欧云远、周宝芬、冼笃信、经叔平、胡平旭、钮守章、姜培禄、姚振民、袁世先、热比娅·卡德尔、夏守春、徐英锐、徐昭隆、徐祖宏、郭秀珍、郭德恒、黄峻山、黄凉尘、梁尚立、韩伟、傅文祺、童施建、谢福美、蔡体铨、蔡振兴

### 中国科学技术协会（44名）
马以惇、王夔、王文义、王亚辉、王连铮、王希舜、王振纲、王海藩、白景中、朱光亚、庄逢甘、刘恕、刘颂豪、孙大涌、孙钟秀、李希竑、李振声、李铮友、李德平、杨乐、吴咸中、岑淳、邹仁鋆、闵桂荣、张侃、张涛、陈可冀、陈剑虹、范维唐、周亚特、赵忠贤、施奠邦、顾方舟、倪光南、高镇宁、郭正谊、黄启昌、章午生、温克刚、谢绍明、谢高觉、强巴赤列、鲍奕珊、颜捷先

### 中华全国台湾同胞联谊会（20名）
王碧云、刘亦铭、江英彦、杨国庆、杨思泽、吴庆洲、吴英辅、陈玲、陈锦堂、林毅夫、徐兆麟、徐振文、徐能光、郭平坦、容汉诠、章中、章荣烈、梁泰平、曾华鹏

### 文化艺术界（145名）
丁聪、于洋、才旦卓玛、马季、马友仙、马玉涛、马崇仁、王枫、王昆、王蒙、王酩、王习三、王仁杰、王为政、王玉珏、王玉磬、王世光、王昌芝、王济夫、王铁成、王爱爱、王馥荔、尹瘦石、巴金、邓友梅、左大玢、叶少兰、叶文玲、叶惠贤、白杨、白雪石、白淑湘、冯骥才、巩俐、毕克官、吕瑞明、朱乃正、乔羽、刘敏、刘国典、刘勃舒、刘炳森、刘晓庆、刘海粟、刘德海、刘燕平、齐良迟、孙瑛、玛拉沁夫、严良堃、克里木、苏民、杜近芳、杜鸣心、李准、李世济、李存葆、李光羲、李希凡、李谷一、李和曾、李维康、李默然、杨乃珍、杨秋玲、吴冠中、吴祖光、吴祖强、邹德华、闵惠芬、沈湘、张权、张锲、张巧凤、张君秋、张贤亮、阿依吐拉、陈铎、陈健、陈颙、陈汝斌、陈祖芬、陈爱莲、陈裕德、武季梅、林耀基、欧阳中石、尚长荣、罗扬、郑雪来、赵青、赵士英、赵有亮、胡芝风、胡松华、胡和颜、钟振发、俞丽拿、俞振飞、姜文、姜振桐、姚有多、姚珠珠、骆玉笙、敖德木勒、袁世海、耿绍光、莫德格玛、贾平凹、徐怀中、徐启雄、徐晓钟、高占祥、郭怡孮、海力切木·斯地克、黄婉秋、黄蜀芹、黄新德、梅葆玖、曹禺、盛中国、崔美善、章宗义、梁光弟、梁黄胄、彭丽媛、董寿平、韩美林、程十发、傅庚辰、焦祖尧、谢晋、谢雨辰、靳尚谊、詹建俊、新凤霞、蔡正仁、臧克家、裴艳玲、管桦、潘虹、潘霞、霍达、戴爱莲、魏明伦

### 科学技术界（85名）
于敏、于景元、马颂德、王元、王珉、王选、王洲、王大鹏、王广鎏、王方定、王业宁、王再生、王汝林、王志良、王弭力、王淀佐、王惠通、王道荫、王燕谋、方守贤、方鸿琪、方樟顺、邓璟、甘子钊、古可、叶大年、田波、田复、冯伟年、冯宏顺、冯家璋、巩毅、成思危、毕大川、吕启东、朱耘、乔三阳、华宁熙、庄启谦、刘广均、刘天泉、刘从军、刘永坦、刘光鼎、刘松金、刘积仁、刘盛纲、刘敦一、刘新香、汤定元、许中明、许其贞、孙延勋、孙忠良、孙家栋、阳含熙、严宏谟、严陆光、苏锵、杜祥明、李林、李存模、李廷栋、李泽民、李素循、李家明、李乾光、杨进、吴文俊、吴有彩、吴武封、邱大洪、邱占祥、邱守锽、何祚庥、何梅芳、余湢、邹承鲁、汪品先、沙业汪、沈允钢、宋振骐、张仁、张开逊、张元方、张仁俊、张永明、张复良、张剑飞、张钰元、张乾二、张朝琛、张新时、张德洪、张镰斧、陆业海、陈日藻、陈均远、陈受宜、陈泽深、陈相荣、陈厚生、陈俊勇、陈剑华、陈祖涛、陈家镛、陈能宽、陈难先、陈道煦、邵厚坤、林金、林克安、欧阳予、罗西北、金宗哲、周平、周复榆、庞巨丰、赵锟、赵柏林、赵维纲、胡仁宇、胡聿贤、胡宗渊、胡海昌、哈秋舲、侯义斌、侯立尊、俞福良、洪朝生、姚汝华、姚建铨、聂玉昕、夏其甜、顾慰庆、柴扬业、钱学森、钱思初、徐朴、徐达、徐至展、徐光宪、徐如镜、徐松茂、徐性初、徐培福、徐静松、郭孝礼、郭肖容、郭祥熹、郭履灿、郭燮贤、席成洲、唐九华、谈镐生、陶其媺、黄昆、黄志镗、黄荣辉、黄欹昌、黄蕴慧、梅自强、曹培生、章祥荪、章惠民、梁思礼、彭少逸、彭德钊、董韫美、蒋丽金、程之光、程晓伍、傅熹年、童志鹏、蓝天、蔡诗东、蔡晬盎、蔡睿贤、熊正美、颜佳义、颜植生、颜福澄、潘家铮、戴元本、戴受惠

### 社会科学界（45名）
王仲殊、王庆成、方强、卢之超、从翰香、齐世荣、孙执中、吴介民、吴建璠、何建章、余绳武、余敦康、汪敬虞、张椿年、陈卓、陈尧光、陈高华、林甘泉、林茂灿、罗荣渠、罗哲文、金冲及、周方、周叔莲、经君健、赵曜、荆其诚、胡继高、姜殿铭、恰贝·次旦平措、钱嘉东、徐葵、徐苹芳、浦山、黄齐陶、黄高谦、盖山林、谌取荣、董衡巽、蒋和森、樊骏、樊锦诗、冀淑英、戴园晨、瞿世镜

### 经济界（83名）
马仪、马长贵、马祖彭、王珏、王世英、王传纶、王林生、王叔云、王荣生、王慧炯、王德衍、石山麟、石希玉、卢国纪、叶宏明、田一农、老志新、吕学俭、刘豹、刘汉祯、刘树林、刘鸿儒、孙民强、芮杏文、严瑞藩、苏星、李刚、李天相、李裕民、杨启先、杨勇俊、杨尊伟、励承豪、吴敬琏、何新、闵豫、沈之介、沈被章、张万欣、张巨声、张文达、张世尧、陆叙生、陈钝、陈永年、陈永联、陈岱孙、林信平、罗元铮、金熙英、周之英、郑敦训、房维中、赵靖、赵长白、赵庆夫、赵海宽、赵维臣、姜习、徐庆熊、凌毓勋、高尚全、唐仲文、唐赓尧、浦寿海、盛树仁、崔建民、崔晋宏、鹿中民、阎颖、梁沅凯、葛子平、董绍华、董维先、韩英、童赠银、谢仲余、赖高淮、蔡才玑、蔡宁林、熊性美、潘遥、魏玉明

### 农林界（69名）
王郁昭、王炎堂、王祥林、毛炳衡、孔繁瑶、石元春、卢永根、卢克焕、叶正襄、白有光、过益先、朱伯芳、朱耀光、乔振先、刘堪、刘广运、许伍权、李广毅、李玉山、李仕臣、李成荃、李光博、李庆文、李信贤、杨庆凯、杨志福、汪可宁、沈国舫、沈桂芳、张子仪、张水兵、张建岳、张春园、陈子元、陈白希、陈昌洁、陈耀邦、林平、林秉南、罗新书、周大荣、周政贤、郑恒受、郑镇安、孟庆闻、赵法箴、赵学源、胡洪凯、相重扬、禹作敏、侯锋、祝源又、袁隆平、徐乾清、高子曼、陶鼎来、黄枢、曹文宣、曹赤阳、常近时、符气浩、曾吉恕、谢联辉、谢道宏、赖星华、黎汉云、潘光炎

### 教育界（116名）
王均、王浒、王甡、王甦、王于畊、王务迪、王明达、王性复、王学珍、王祖农、王斯雷、王辉丰、王敦书、王福重、王福祥、王震源、方福康、甘幼玶、东噶·洛桑赤列、白师贤、邢福义、任永泰、庄公惠、刘波、刘筠、刘云旭、刘世楷、刘西拉、刘思福、刘叙华、刘庭怀、刘恒椽、刘鸿文、齐康、许尚贤、阮天健、严大凡、苏东庄、李昌、李心灿、李正才、李国华、李宝芳、杨义先、杨弘远、杨桂通、吴云鹏、吴正德、吴代华、吴守一、吴震春、何声武、余国琮、余恕诚、谷超豪、邹逸麟、汪培庄、沈大荣、张士勋、张大卫、张友梅、张岂之、张进修、张鉴祖、陆善镇、陈征、陈敏恒、陈涵奎、苗永淼、罗辽复、竺苗龙、周恒、周与良、周师庸、周克定、郑大钟、郑庆云、郑丽荣、赵重远、胡和生、俞汝勤、饶博生、闻邦椿、姜伯驹、姜伯勤、袁力庸、顾正秋、钱青、高庆、高歌、高士品、郭湖生、郭燕杰、席裕庚、唐敖庆、唐崇惕、浦通修、黄辛白、黄德音、龚昌德、梁宗巨、梁植文、彭庆山、彭道儒、蒋守规、程津培、傅恒志、谢志成、谢衷洁、强俄巴·多吉欧珠、裘锡圭、赖万才、赖祖涵、蔡光天、蔡强康、樊恭烋

### 体育界（21名）
马晓春、王义夫、王文教、文国刚、邓亚萍、田麦久、曲绵域、李小双、李敏宽、杨天乐、何振梁、张英洲、张蓉芳、张燮林、陈运鹏、林笑峰、聂卫平、徐益明、高健、高佳敏、黄健

### 新闻出版界（30名）
马庆雄、王乐天、王同亿、王国华、叶至善、冯锡良、刘杲、孙轶青、李侃、李彦、李峰、肖乾、吴冷西、汪东林、沙博理、沈鹏、宋书声、张西洛、张常海、张惠卿、陈砾、陈必娣、陈早春、范敬宜、林基洲、和穆熙、姜维朴

### 医药卫生界（96名）
马西、马文珠、马成义、王一飞、王天铎、王玉川、王孝涛、王灿晖、王贤才、王国相、王绵之、王新德、牛东平、丹增旺扎、火树华、邓晓薇、石锦辉、田牛、丘和明、印木泉、刘世康、刘永纲、刘志明、刘敏如、刘弼臣、米勒、孙衍庆、孙曼霁、孙毓庆、严庆汉、李同生、李连达、李炎唐、李树楠、李桓英、李梅生、李辅仁、李锡莹、杨大峥、时德、吴蔚然、邱明庆、何瑞荣、宋鸿钊、张友会、张均田、张铁良、张震康、张镜人、陆干甫、陆广莘、阿不都力米提·玉素甫、陈新、尚天裕、尚德俊、罗布桑、罗爱伦、金启祥、周超凡、郑惠君、赵学铭、赵绍琴、胡熙明、钟南山、钟品仁、钟毓斌、侯建存、修瑞娟、钱宇平、钱贻简、高守一、郭子恒、郭应禄、桑国卫、措如·才朗、黄人健、黄鹤年、龚锦涵、彭瑞骢、韩向阳、喻娴武、程天民、程莘农、傅莱、傅民魁、童尔昌、曾因明、谢荣、路志正、臧人和、管忠震、谭承项、黎磊石、戴尅戎、鞠躬

### 对外友好团体（25名）
马俊如、王效贤、孔筱、孔令朋、田一明、史久镛、刘山、刘德有、李克、李寿葆、李顺然、李源潮、杨天全、杨仲子、何方、陈白皋、陈鲁直、范国祥、郁文、郑鸿业、黄甘英、黄世明、梅兆荣、韩叙、黎虹

### 社会救济福利团体（20名）
王青林、王命兴、王照华、叶心力、庄永竞、孙柏秋、杨琛、张汉夫、张金哲、陈欣、陈丽华、陈君石、陈春明、周绍明、顾英奇、高锡朋、章明

### 少数民族（100名）
刀世勋、千奋勇、马长庆、马世恭、马祖灵、马鸿恩、王连芳、王思明、王泰昌、王家贤、韦国仁、扎西泽仁、乌拉迪米尔·尼克来耶维奇·孜缅科、文精、方初善、孔志清、石邦定、石昌禄、甲嘎·洛桑汤觉、田寿延、冯元蔚、司马义·买合苏提、尕布龙、尕布藏、召存信、吉普·平措次登、尧西·旺堆、尧西·索朗卓玛、齐续春、米尔哈达木·穆哈买德牙诺夫、米吉提·斯拉木、江中·扎西多吉、江家福、孙格巴顿、孙敏初、买买提吐尔逊·巴吾东、严天华、苏赫、李谨、李光华、李明天、李慕唐、杨复兴、杨清明、甫之聪、吴慧、吴廷栋、吴庆云、沙车、沙之沅、宋克湘、罕富有、张乃诤、张永祥、张瑞琥、阿沛·阿旺晋美、阿拉坦敖其尔、拉敏·索朗伦珠、拉鲁·次旺多吉、松布、卓加、帕加、帕提曼·贾库林、和根合、和毅繁、金泰甲、周礼成、周民震、孟苏荣、赵廷光、赵恩登、胡世强、钟安、保洪忠、泉博顺、施嘉明、洛桑丹珍、洛桑赤耐、恰巴·格桑旺堆、祖拉力·牙库甫、祝华述、格桑顿珠、党巴、郭柏林、朗加、措姆、黄邦模、萨希荣、曹明兴、盘俊、盘才万、麻合苏提·艾克拜尔、蒋腊摆、韩应选、傅万保、鲁时仙、嘉拉降泽、潘李珍

### 中华全国归国华侨联合会（25名）
王善荣、庄炎林、刘闽生、杨银仙、肖岗、张楚琨、陈文华、陈有海、陈兆强、陈觉万、陈祖庇、陈彬藩、林雪梅、周松、姚美良、徐发淦、郭荣昌、郭毅为、唐鸿千、黄广坦、黄锡坚、强伯勤、赖稳贤、蔡国栋、蔡俊迈

### 香港同胞（79名）
于元平、马临、云大棉、文楼、邓广殷、古胜祥、石景宜、冯永祥、冯庆锵、司徒辉、朱莲芬、庄世平、刘迺强、刘皇发、刘浩清、安子介、阮北耀、李大壮、李东海、李国强、李侠文、李祖泽、杨光、杨孙西、利汉钊、邱德根、何世柱、何志平、余国春、邹灿基、闵建蜀、张云枫、张永珍、陈日新、陈文裘、陈丽玲、陈复礼、陈瑞球、邵友保、林贝聿嘉、林克平、林淑仪、罗友礼、郑家纯、赵镇东、胡应湘、胡法光、胡鸿烈、查懋声、施子清、施祥鹏、秦文俊、袁武、夏梦、徐四民、徐国炯、徐展堂、高苕华、唐翔千、黄允畋、黄守正、黄克立、黄启铎、黄梦花、梁燊、梁天培、梁钦荣、蒋丽芸、曾星如、曾钰成、赖庆辉、蔡德河、谭惠珠、黎锦文、潘江伟、潘祖尧、霍英东、霍震霆

### 澳门同胞（19名）
马万祺、马有礼、王孝行、刘衍泉、李康、李天庆、李成俊、吴福、柯小刚、贺定一、郭东坡、陶开裕、曹其真、崔耀、崔世昌、康显扬、梁披云、廖泽云、潘汉荣

### 宗教界（58名）
丁光训、马贤、马正中、马进成、王良佐、王神荫、王菊珍、仁德、乌兰、玉赛音·阿吉、布米·强巴洛珠、加纳追古·江央克珠、地珠·江白格桑、朱世昌、竹康·土登克珠、伍并亚·温撒、任法融、华长吉、刘柏年、刘雅敬、刘景和、安士伟、买买提·赛来、贡唐仓·丹贝旺旭、却西、杨凤英、杨高坚、吴爱恩、沈以藩、沈遐熙、沈德溶、张继禹、陆薇读、阿不都拉大毛拉·阿吉、阿嘉·洛桑图旦·久美嘉措、纳国祥、郁成才、明旸、罗济、罗冠宗、金鲁贤、周绍良、宗怀德、赵朴初、恰扎·强巴赤列、真禅、请佛、桑顶·多吉帕姆、梁福寰、董光清、韩文藻、韩生贵、傅元天、谢生林、嘉木样·洛桑久美·图丹却吉尼玛、赫连召选、蔡文浩、黎遇航

### 特别邀请人士（217名）
丁懋萱、马志民、马秉臣、马烈孙、王华、王翔、王明哲、王树森、王奎章、王宪志、王隆夫、云丽文、邓兆祥、艾则佐夫·哈斯木、艾买提·瓦吉地、左良、龙启琛、龙禹贤、叶刚、叶学龄、申效曾、田健、田世兴、史克信、白纪年、冯弗伐、冯洪达、冯振伍、匡吉、毕皓、曲继宁、朱奎、朱立民、朱作霖、任务之、刘吉、刘钊、刘锋、刘小萍、刘中山、刘文泮、刘心格、刘玉堤、刘存信、刘存智、刘光甫、刘庆奎、刘志田、刘增禔、齐中堂、关东升、关百成、许鸣真、孙勇、孙文芳、孙家贤、杜大仕、杜绍三、巫致中、李硕、李源、李元栋、李世田、李生玉、李连秀、李伯康、李际祥、李明俊、李宗坊、李恩宝、杨立、杨桓、杨发勋、杨拯民、杨资元、杨海成、杨斯德、杨登彦、肖耀堂、吴庆彤、吴希海、吴佳和、吴顺义、吴德昌、何德全、余光远、汪浩、沙人麟、沈醉、沈仁道、沈祖伦、宋堃、宋文中、宋志英、宋直元、张明、张敏、张乃英、张长珍、张文寿、张文驹、张西铭、张廷翰、张声作、张佐才、张序登、张纯之、张振先、张铁男、张海云、张涵信、张德勤、陈端、陈广生、陈守义、陈芳模、陈启智、陈铁迪、陈滋英、邵华、邵农、范康、罗章龙、罗越嘉、岳枫、周正、周干峙、周世安、周叔璜、周海婴、周雅光、周溪舞、庞中华、郑华、郑宝森、单印章、赵宏、赵炜、赵兴元、赵明生、赵定玉、赵建魁、赵海峰、赵景棠、荣智健、胡峨亭、胡笑云、胡逸洲、胡照洲、姜玉田、费岳峰、袁芳烈、莫百祥、栗光祥、栗寿山、贾启玉、夏国治、钱贵、钱七虎、钱李仁、徐大铨、徐文伯、徐乐义、徐春阳、徐润达、凌青、高克、高兴民、高伯龙、高振家、高焕昌、郭刚、郭其侨、郭国正、郭辅周、郭德治、唐树备、黄森、黄天明、黄语扬、黄植诚、曹达诺夫·扎义尔、曹步墀、常捷、宿灿、董建华、蒋先进、韩传雄、韩宇东、喇进修、程元、程浩、程步云、傅泽南、游德馨、谢国良、谢雪萍、路正西、詹永杰、解峰、蔡端、裴九洲、嘎多锡雄、管德、鲜恒、廖自强、谭方之、谭汉洲、谭恩晋、潘连生、潘启琦、潘君密、潘曾锡、潘静安、戴善仁、酆炳军、耀先
（第二次会议增选）
王成喜、王茂祥、王海彦、云照光、方放、石国宝、卢天骄、朱训、朱树豪、刘宇新、刘海荣、杨祥波、张成伦、迟云秀、陈玉书、陈进玉、陈建生、罗祥国、郑君里、郑荃、赵乙生、胡兆森、胡德平、施展熊、高敬德、唐龙彬、谢丽娟、蔡延松、瞿弦和
（第三次会议增选）
王巨禄、王崇愚、文喆、方俐洛、左焕琛、石启荣、刘鹏、杨金焕、吴荣恪、余燊、邹哲开、张慕洁、郑顺周、赵汉钟、赵忠祥、赵喜明、郝守本、郭炳湘、席德华、曹圣洁、梁金泉、傅锡寿、蔡森
（第四次会议增选）
王启人、王佐书、王良漙、王忠康、艾知生、朱维芳、刘毅、刘志强、许柏年、杨耀寰、何光远、宋汉良、张道诚、陈永柱、林开钦、郑质英、赵展岳、胡平、胡悌云、段永基、徐志坚、彭一刚、曾重郎、谢佑卿、滕进贤